# HD 72943
HD 72943，又名BD+15 1851，SAO 97950、HR 3394，是一颗恒星，视星等为6.32，位于銀經210.22，銀緯29.94，其B1900.0坐标为赤經8h 30m 31.2s，赤緯+15° 29.94′ 35″。